# Кім Йон Ґван
Кім Йон Ґван (кор. 김영광; нар. 28 червня 1983, Ґоеунґ) — південнокорейський футболіст, воротар клубу «Сеул І-Ленд».
Виступав, зокрема, за клуби «Чоннам Дрегонс» та «Ульсан Хьонде», а також національну збірну Південної Кореї.

## Клубна кар'єра
Вихованець юнацьких команд університетської команди Hanlyo University.
У дорослому футболі дебютував 2002 року виступами за команду клубу «Чоннам Дрегонс», в якій провів чотири сезони, взявши участь у 65 матчах чемпіонату. 
Своєю грою за цю команду привернув увагу представників тренерського штабу клубу «Ульсан Хьонде», до складу якого приєднався 2007 року. Кім Йон Ґван обійшовся клубу «Ульсан Хьонде» у суму близько 2,2 млн. $. 
За команду з Ульсана Кім Йон Ґван виступав наступні шість сезонів своєї ігрової кар'єри. Більшість часу, проведеного у складі «Ульсан Хьонде», був основним голкіпером команди.
Протягом 2014—2014 років захищав кольори команди клубу «Кьоннам».
До складу клубу «Сеул І-Ленд» приєднався 2015 року. Відтоді встиг відіграти за сеульську команду 76 матчів в національному чемпіонаті.

## Виступи за збірні
Протягом 2002–2004 років залучався до складу молодіжної збірної Південної Кореї. На молодіжному рівні зіграв у 48 офіційних матчах.
2004 року дебютував в офіційних матчах у складі національної збірної Південної Кореї. У тому ж році у складі Національної збірної Південної Кореї виступав на Олімпійських іграх 2004. Збірна посіла друге місце в групі А, вийшла у наступний раунд, де поступилась Збірній Парагваю.
У складі збірної також був учасником чемпіонату світу 2006 року у Німеччині, чемпіонату світу 2010 року у ПАР.
Провів у формі головної команди країни 17 матчів.
| Національна збірна Південної Кореї | Національна збірна Південної Кореї | Національна збірна Південної Кореї |
| Рік                                | Ігри                               | Голи                               |
| ---------------------------------- | ---------------------------------- | ---------------------------------- |
| 2004                               | 3                                  | 0                                  |
| 2005                               | 2                                  | 0                                  |
| 2006                               | 6                                  | 0                                  |
| 2007                               | 0                                  | 0                                  |
| 2008                               | 2                                  | 0                                  |
| 2009                               | 1                                  | 0                                  |
| 2010                               | 0                                  | 0                                  |
| 2011                               | 0                                  | 0                                  |
| 2012                               | 3                                  | 0                                  |
| Усього                             | 17                                 | 0                                  |

## Титули і досягнення
- Переможець Юнацького (U-19) кубка Азії: 2002